# Gejus van der Meulen
Ageaus Yme „Gejus“ van der Meulen (* 23. Januar 1903 in Amsterdam; † 10. Juli 1972 in Haarlem) war ein niederländischer Fußballspieler.

## Spielerkarriere
Seine gesamte Spielerkarriere verbrachte er beim Koninklijke HFC in Haarlem, dem ältesten reinen Fußballverein der Niederlande.
In der Zeit von 1924 bis 1934 absolvierte van der Meulen 54 Länderspiele im Tor der niederländischen Nationalmannschaft. Er nahm an den olympischen Fußballturnieren der Spiele 1924 und 1928 sowie an der Fußball-Weltmeisterschaft 1934 in Italien teil.
Vom 3. März 1928 bis zum 21. Juni 1990 war er Rekordtorhüter des niederländischen Fußballverbandes.

## Privatleben und Zweiter Weltkrieg

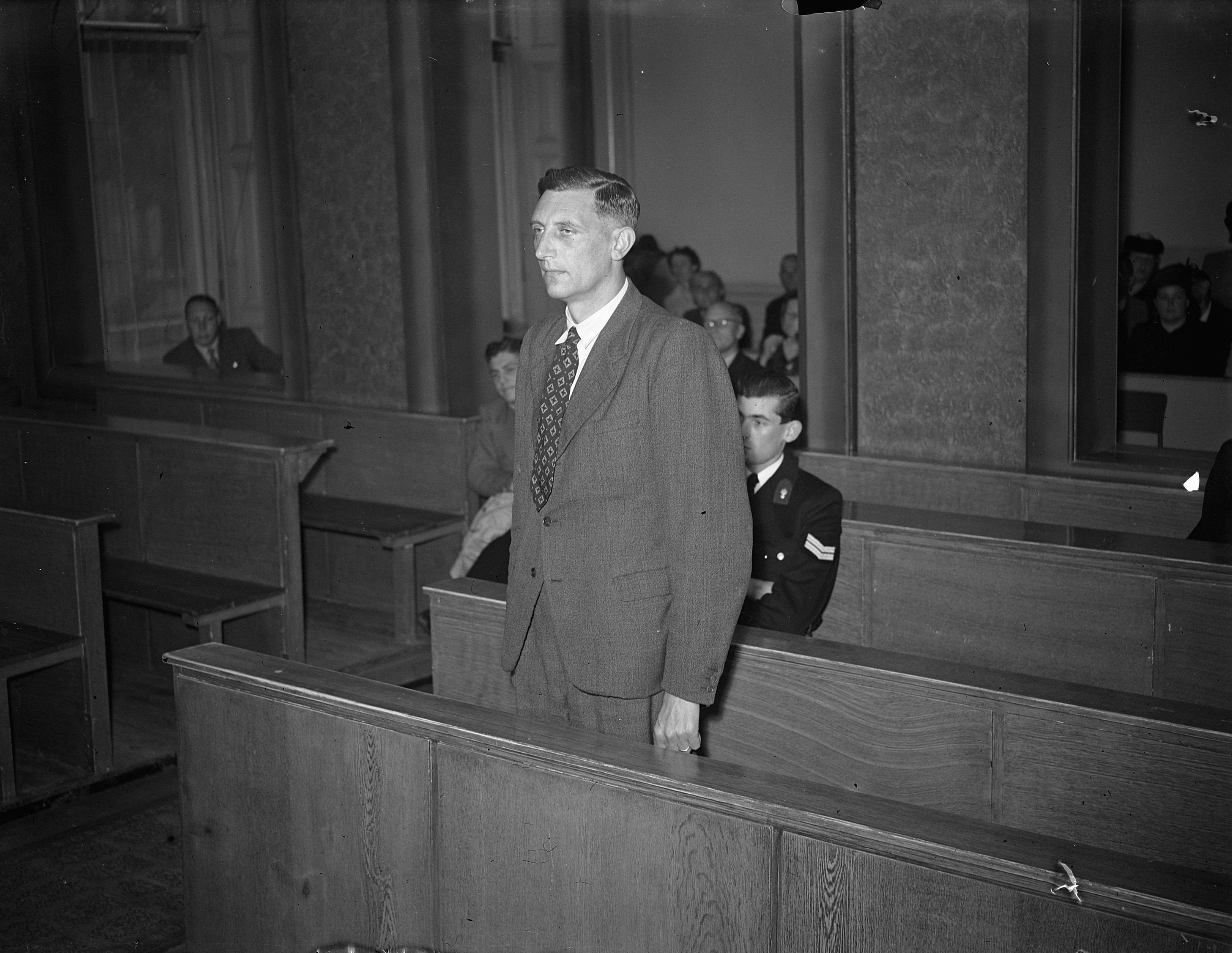
Gejus van der Meulen
vor dem Sondergericht in Amsterdam

1930 schloss van der Meulen sein Medizinstudium an der Universität Amsterdam ab und ließ sich 1933 als Kinderarzt in Haarlem nieder.
Während des Zweiten Weltkriegs kooperierte Van der Meulen mit den deutschen Besatzern. Im September 1940 wurde er Mitglied der NSB und meldete sich 1941 freiwillig zum Dienst in der SS-Feldlazarett Freiwilligen Legion Niederlande. Er erhielt eine medizinische und militärische Ausbildung in Oranienburg und reiste 1942 mit dem „holländischen Krankenwagen“, einer gemeinsamen Initiative der deutschen Besatzer und deutscher Sympathisanten in den Niederlanden, an die Ostfront. Ob er dort Kampfhandlungen oder nur medizinische Arbeit verrichtete, ist nicht bekannt.
Van der Meulen wurde vier Tage nach der Befreiung der Niederlande festgenommen und im Juni 1947 vor Gericht gestellt. Er zeigte keine Reue und gab an, nicht zu wissen, dass sich die Niederlande bei seinem Eintritt in die SS im Krieg mit Deutschland befanden. Van der Meulen wurde zu acht Jahren Gefängnis verurteilt und im August 1949 begnadigt.